# Каблуков, Илья Андреевич
Илья́ Андре́евич Каблуко́в (род. 18 января 1988, Москва) — российский хоккеист, нападающий. Заслуженный мастер спорта России. Занимает второе место по сыгранным матчам в регулярных сезонах КХЛ, уступая только Вадиму Шипачёву. Всего провёл в КХЛ с учётом плей-офф более 1000 матчей.

## Биография
Воспитанник хоккейной школы ЦСКА. Начал карьеру в 2004 году во втором составе ЦСКА и играл в нём до 2006 года. В 2006 году был приглашён в юниорскую сборную России. Вернувшись из сборной, начал стабильно выступать в основной команде ЦСКА.
В 2007 году на драфте НХЛ, в 5 раунде, под 146 номером, был выбран клубом «Ванкувер Кэнакс».
Сезоны 2006/2007 и 2007/2008 продолжал выступать за «армейцев», а по истечении контракта перешёл в нижегородское «Торпедо», где отыграл первый чемпионат КХЛ.
По истечении контракта перешёл в московский «Спартак» где отыграл целый сезон 2009/2010 и половину сезона 2010/2011. 11 ноября по обоюдному согласию контракт был расторгнут, и Каблуков перешёл в мытищинский «Атлант», с которым дошёл до финала плей-офф КХЛ 2011.
После сезона 2013/2014 перешёл в СКА, в котором стал двукратным обладателем Кубка Гагарина. Был вызван в сборную олимпийских атлетов из России, с которой стал чемпионом Игр 2018.
По итогам незавершённого сезона 2019/2020 в результате трёхстороннего обмена перебрался в «Амур», который, чуть ли не сразу же, разорвал с ним контракт. Подписал контракт с магнитогорским «Металлургом», но потом перебрался в результате очередного обмена в омский «Авангард», дислоцирующийся в Балашихе.
Весной 2022 года подписал годичный контракт с московским «Динамо».
В ноябре 2024 года Каблуков вернулся в омский «Авангард» по двустороннему соглашению.
В феврале 2025 года Каблуков стал третьим хоккеистом в истории, сыгравшим 1000 матчей в КХЛ за карьеру (824 в регулярном чемпионате и 176 в плей-офф).

## Достижения
- Серебряный призёр КХЛ 2011.
- Обладатель Кубка Гагарина 2015 в составе СКА.
- Обладатель Кубка Гагарина 2017 в составе СКА.
- Чемпион России 2017.
- Чемпион Олимпийских игр 2018.
- Обладатель  Кубка Гагарина 2021 в составе Авангарда.

## Награды
- Орден Дружбы (27 февраля 2018 года) — за высокие спортивные достижения на XXIII Олимпийских зимних играх 2018 года в городе Пхенчхане (Республика Корея), проявленные волю к победе, стойкость и целеустремленность[8].